# Тайки (Украина)
Тайки́ (укр. Тайки) — село на Украине, находится в Емильчинском районе Житомирской области.
Код КОАТУУ — 1821787301. Население по переписи 2001 года составляет 513 человек. Почтовый индекс — 11236. Телефонный код — 4149. Занимает площадь 1,569 км².

## История
Первое письменное сведение о селе Тайки находится в привилее великого князя Свидригайла своему слуге Каленику Мишковичу выданом в Киеве 17 октября 1437 года. За “верную службу” он получил  “ ...  во Звягли: а Михеевичи, а Ходорковичи, а Тейковичи, ... " .
В последующее время на протяжении более ста лет пока не нашлось письменных упоминаний о селе, так как в это время эта территория входила в состав Великого княжества Литовского, и вся документация записывалась в  книги так называемой Метрики Литовской, которые не все есть обнародованы (оцыфрованы). После присоединения в 1569 г. киевских земель к Короне Польской, вся документация велась по новым законам, а именно записывалась в гродские и земские книги, которые велись в административных центрах воеводств и поветов, а уже эти документы (то-есть их часть дожившая до наших времён)  большей частью являются доступными.
По коственным данным можно судить, что село ( или его часть) досталось Марии Окушковне, дочке Окушки Калениковича, который был сыном Каленика Мишковича, так как в одном документе за 1588 г. права на владения селом предъявлял  ее сын Василий Германович Думшинский. Там-же он указывал, что ранее его старший брат Радко Германович отдал село (или его часть) в заставу  своему дядьку Александру Андреевичу Гетолту (ум. ~ 1557 г.). Кто такой Думшинский – не выяснено, эта фамилия больше не упоминается, но вероятно это искаженная фамилия "Домашинский", которую применяли представителя рода Песляков по родовому имению Домаши в Минском повете. Александр Гетолт был сыном Андрея (Гетовта) Калениковича, который также был сыном Каленика Мишковича. 
Следующее упоминание села в документе луцкого гродского суда за 1569 г., где владельцами сел Тайки и Ходорковичи выступали Михаил Богданович Гарабурда и его жена Доменитра Александровна Гетолтовна. По этому документу Гарабурда с женой заключили контракт с брестским евреем Зельманом Шмойлевичем на аренду лесов Ходорковских и Тейковских на три года для выделывания поташа. Именно с этого документа началась история упоминания села в гродских книгах на протяжении нескольких лет, так как этот контракт в том-же году перекупил у Зельмана Шмойлевича королевский дворянин Станислав Граевский, и когда тот хотел вступить в права владения, то на эти земли предъявил права киевский земъянин Андрей Тимофеевич Сынкгур.  
Далее о судьбе села можно узнать только по отрывочным сведениям из разных документов. В 1572 г., на тот час юридические владельцы наследства по покойному отцу – Доменитра и Татьяна Гетолтовны, и их мужья, произвели раздел наследственных владений, основная часть которых была в луцком повете, а именно села Шпиколосы, Пулганов, Пашева. 
По тому как развивались последующие события, известно, что Татьяне и её мужу Базилиусу Енковичу Древинскому, королевскому писарю, в данной местности досталось село Ходорковичи, а Доменитре с мужем Михаилом Гарабурдой, также королевскому писарю и дипломату – село Цвиля (Малая), Княжа (сейчас Таращанка) и часть в селе Тейковичах. 
В дальнейшем Михаил Гарабурда с женой продали часть доставшихся им владений – в 1585 г. они продали село Княжа (Звягельская) в луцком повете и село Цвиля (Малая) в киевском повете князю Константину Острожскому – владельцу Звягельской волости, кроме этого они в тоже время заставили одно дворище в Тайках тому-же князю, при этом дворищем в Тайках супруги Гарабурды владели по заставе от пана Сынкгура. О чём в 1586 г. князь Острожский позывал в суд супругов Гарабурдов о невыполнении условий договора и о не предоставлении документов и привилеев на право владения. 
Также  по данным из упомянутого документа за 1588 г,, вышеупомянутый Василий Думшинский, передал Андрею Сынкгуру право взыскания его наследственных подданых (так как он не имел на это сил и средств), в том числе на земле Кондратовской в селе Тайках, у Ерофея и Гаврила Гостких, которых тем уступил Михаил Гарабурда, и которые к Гарабурде отошли по его тестю – Александру Гетолту.  
В дальнейшем Гостские приобрели все окрестные земли. В 1578 г. Андрей Сингур обменял свое имение Курчицы на имение Романа Гойского возле Овруча – Пупковщина. В 1588 г. братья Ерофей и Гаврило Романовичи Гостские провели  раздел имений по которому Гаврилу, в числе других, достались село Курчицы над Случью и село “Терки” – на Полесье на Киевщине. Другого села кроме Тайки с похожим названием в этом районе не было. В 1589 г. Гаврило Гостский приобрел у князя Яхима Корецкого имение Ходорковичи, которое отец Яхима приобрел у супругов Древинских в 1576 г.  В 1591 г. Гаврило Гостский произвел розграничение своих земель Курчицы, Ходорковичи, Тейки и Воля с звягельскими землями князя Василия-Константина Острожского – Княжа, Цвиля, Глумча и др.   
Гаврило Гостский, на то время киевский каштелян, активно взялся за освоение новых земель. В 1600 г. на своих землях на левом берегу Случи (в Луцком повете Волынского воеводства), на месте села Курчицы, он осадил местечко Соко́л (Соко́ль, Sokól), которое стало центральной усадьбой приобретенных земель, основная часть которых находилась в Киевском воеводстве. В результате этого земли имения, фактически находясь в Киевском воеводстве, часто в правовом и юридическом статусе относилось к Волынскому воеводству. Правовой статус местечка давал возможность владельцу проводить ярмарки, что давало дополнительный хороший доход за счет взымания пошлины.  
За 1601 г. существует  акт розграничения владений Константина Острожского – Княже, Дворец, Цвиля (Малая), земля Волосовщина (Сербы), Середы, Подлубы и Глумча, и имений Гаврила Гостского – Курчицы, Ходорковичи, Цвиля (Большая), Тайки и Воля Кощова (Покощево).  
По “Тарифа подымной подати ” в 1629 г. киевский каштелян Гаврило Гостский уплатил с местечка Курчици или Соко́л в Волынском воеводстве подать с 224 дымов, а в Киевском воеводстве с села Ходорковичи с 5 дымов и 3 огородников, и с сельца Тайки с 3 дымов и 1 огородника.   
После смерти Гаврила Гостского в 1632 г. имения унаследовал его сын Роман, который был последним представителем мужского пола в своем роду. После его смерти в 1635 г.,  поскольку у не было детей, то права наследования перешло его сестру – Раину Гавриловну, на то время вдову  князя Льва-Николая Соломерецкого, которая, являлась последней представительницей рода Гостских.  В 1640 г. по акту в Луцких гродских книгах, ее дочь  Домицела, жена князя Миколая Стефановича Святополк-Четвертинского, получила местечко Курчици иначе Соко́ль с замком, фольварками и предместьями в Волынском воеводстве и села Ходорки и Карпиловка – с дворами и фольварками, село Чойлю (Цвилю) с двором и фольварком, деревню Полочаниновка и деревню Осова с двором и фольварком, село Тайки с двором и фольварком, село Покощев и Заровня с дворами и фольварками – лежащие в Киевском воеводстве.
Во времена козацкой войны села Курчицкого ключа, как и другие села региона, подверглись значительному разорению. О понесенных потерях князя Миколая Святополк-Четвертинского уже в начале периода Хмельныччины говорят данные о налоге за 1650 г. -- с местечка Сололь или Курчицы в Волынском воеводстве он заплатил с 120 дымов (против 220 в 1629 г.), при этом указывалось что имение понесло значительные разрушения в 1648 и 1649 гг.  В Киевском воеводстве он заплатил с наличествующих дымов: с. Ходорки – 20, с.Цвиля – 13, с. Кощицов – 8, с. Тайки – 7, сс. Корпилов, Осова, Полочанинов – по 6, с. Яворов – 3. В 1653 г. князь Четвертинский заплатил налог, утвержденный в октябре 1652 г., с мст. Курчицы, с.Цвиля и других неуказанных сел – вместе с 20 дымов. Нанесенный ущерб владениям князя за время Хмельниччины был таков, что даже при переписи населения Луцкого повета в 1677-1679 гг., указывалось что в Курчицах у Четвертинских не было ни одного человека. Курчица, бывшая довольно большим местечком, после этого не востановится и останется селом.